# Атински олимпијски спортски комплекс
Атински олимпијски спортски комплекс "Спирос Луис" (грч. Ολυμπιακό Αθλητικό Κέντρο Αθηνών "Σπύρος Λούης", ОАКА) је спортски комплекс у Атини. Комплекс се састоји од пет главних објеката са додатним спортским садржајима. Налази се у атинском предграђу Маруси.
ОАКА је била домаћин многих спортских догађаја попут Медитеранских игара 1991., Светског првенствог у атлетици на отвореном 1997. и Летњих олимпијских игара 2004.. Комплекс за потребе Игара 2004. реновирао је шпански архитекта Сантијаго Калатрава.

## Спортски објекти

### Олимпијски стадион
Оригинални стадион (пре реновирања 2004) саграђен је од периоду од 1980. до 1982. године. Био је направљен за Европско првенство у атлетици на отвореном 1982.. Такође је био домаћин XI Медитеранских игара 1991. и Светског првенства у атлетици на отвореном 1997., јер није могао постати домаћин Летњих олимпијских игара 1996..
Олимпијски стадион користе највећи атински фудбалски клубови: Панатинаикос и АЕК.

### Олимпијска дворана
Олимпијска дворана у Атини изграђена је 1995. и коришћена је за спортска такмичења у време Летњих олимпијских игара 2004. у гимнастици, трамболини и финалној кошаркашкој утакмици између САД и Шпаније.
Капацитет дворане је 17.600 места, односно 19.250 за потребе кошаркашких утакмица. Међутим, ако је потребно дворана може примити и 20.000 места за кошаркашке догађаје. Реновирање дворане је завршено 30. јуна 2004, а званично је отворена пред почетак Олимпијских игара 10. августа 2004. Од 10. ДО 20. маја 2006. Олимпијска дворана је била место одржавања Еуросонга, после победе у прошлој Песми Евровизије 2005. Од 4. до 6. маја 2007. била је домаћин Фајнал фора Евролиге. У децембру 2007. ФИБА је доделила Олимпијској дворани организацији квалификација у кошарци за Летње олимпијске игре 2008. у Пекингу. На квалификационом турниру на учествовало је 12 екипа, међу којима је пласман на Олимпијске игре изборила домаћа репрезентација Грчке.

### Олимпијски водени центар
Олимпијски водени центар изграђен је 1991. године за потребе XI Медитеранских игара. Састоји се од два спољашња и једног унутрашњег базена. Олимпијски центар је за потребе Летњих олимпијских игара 2004. додатно увећан и проширен. Већи спољашњи базен има капацитет од 11.500 места и коришћен је за такмичења у пливању и ватерполу. Мањи базен је капацитета 5.300 места и коришћен је за такмичења у синхроном пливању. Унутрашњи базен капацитета је 6.200 места и коришћен је за потребе скокова у воду.

### Олимпијски велодром
Олимпијски велодром је изграђен 1991. године за потребе XI Медитеранских игара. Био је домаћин велодромског бициклизма на Летњим олимпијским играма 2004.. Капацитет велодрома је 5.200 места. Реноравирање је завршено 30. маја 2004, а званично је отворен 30. јула 2004.

### Олимпијски тениски центар
Олимпијски тениски центар је подељен на 16 тениских терена. У њему су играни сви тениски мечеви на Летњим олимпијским играма 2004.. У средини Центра налази се тениски терен Главни терен. Главни терен има капацитет 8.600 места, иако је за време Олимпијских игара било дозвољено 6.000 места.

## Превоз
До Атинског олимпијског спортског комплекса може се доћи метроом [станице „Неранџиотиса” и „Ирини” метро линије 1 (зелена линија)], приградским возом [станица „Неранџиотиса” воза Проастијакос] или директним аутобуским линијама А7 (Канигос - Кифисија), 602 (Неа Јонија – Калогреза – метро станица Панорму), 550 (Палајо Фалиро – Кифисија)

## Коришћење
Ово је табела корисника Атинског олимпијског спортског комплекса током Олимпијских игара и данас:
| Објекат                           | Олимпијске игре                                      | Корисници |
| --------------------------------- | ---------------------------------------------------- | --- |
| Олимпијски стадион Спиридон Луис  | Церемонија отварања и затварања, атлетика, фудбал    | Седиште фудбалских клубова: Панатинаикос и АЕК (фудбал; Суперлига Грчке, УЕФА Лига шампиона), Репрезентација Грчке (неки мечеви), Међ. фудбалска такмичења (Финале Лиге шампиона 2007.); атлетика (IAAF Athens Grand Prix), концерти (Мадона, Ролингстонси, Ганс ен’ роузиз) |
| Олимпијска дворана Никос Галис    | Кошарка, гимнастика                                  | Седиште кошаркашког клуба Панатинаикос (Прва лига Грчке); Репрезентација Грчке, Међ. кошаркашка такмичења (Финале Евролиге 2007, Песма Евровизије 2006. i Квалификациони турнир за Олимпијске игре у Пекингу 2008, концерти)                                                 |
| Атински олимпијски водени центар  | Пливање, скокови у воду, Синхроно пливање, ватерполо | Домаћа и међународна пливачка такмичења |
| Атински олимпијски велодром       | Велодромски бициклизам                               | Домаћи и међународни велодромски бициклизам |
| Атински олимпијски тениски центар | Тенис                                                | Домаћи и међународни тениски мечеви |